# Pétange vasútállomás
Pétange vasútállomás Luxemburgban, Pétange településen található.

## Vasútvonalak
Az állomást az alábbi vasútvonalak érintik:
- Esch–Athus-vasútvonal
- 70-es vasútvonal

## Kapcsolódó állomások
A vasútállomáshoz az alábbi állomások vannak a legközelebb:
- Bascharage-Sanem vasútállomás
- Lamadelaine vasútállomás
- Niederkorn vasútállomás